# Giuseppe Angrisano
Giuseppe Angrisano (Livorno, 13 aprile 1935 – Barcellona, 13 ottobre 2024) è stato un ammiraglio italiano.
Ammiraglio della Marina Militare Italiana e presidente della Organizzazione Idrografica Internazionale dal 1997 al 2002. Fu una figura chiave nell'idrografia italiana e internazionale, portando grandi contributi per la standardizzazione delle norme di sicurezza della navigazione e nel passaggio alla cartografia digitale.

## Biografia
Nel 1953 Giuseppe Angrisano entrò in Accademia Navale e completò la sua formazione come ufficiale di stato maggiore nel 1957. Nel 1965 si specializzò in idrografia, diventando successivamente comandante di diverse navi oceanografiche italiane, essendo stato nel 1974 il primo comandante della nave oceanografica Ammiraglio Magnaghi. Il suo ultimo incarico nella carriera militare fu quello di Direttore dell'Istituto idrografico della Marina.
Nel 1992 è stato eletto direttore dell'Organizzazione Idrografica Internazionale (IHO) e nel 1997 ha vinto le elezioni per esserne presidente fino al 2002.
Nel 2003, il Principe Ranieri III di Monaco lo nomina delegato per la cooperazione internazionale della direzione degli affari marittimi del Principato di Monaco e vice rappresentante di Monaco presso l'Organizzazione Marittima Internazionale (IMO), incarichi che mantenne fino al 2005.